# 鼓岭训练
鼓岭训练是地方教会历史中的一个重要事件，分别于1948年和1949年的夏季，由倪柝声召集中国各地地方教会的同工、长老，在中国福建省福州郊外的避暑地鼓岭购买的一片房屋里，举办了两期同工长老训练。

## 训练内容
训练内容有《人的破碎与灵的出来》、《神话语的职事》、《主工人的性格》、《权柄与顺服》、《读经之路》、《教会的事务》、《属灵的判定与判定的实例》以及《初信造就》等，均为倪柝声主讲。
第一期鼓岭训练的功课包括两类：
1. 受训练：包括个人生活受约束、学会听别人的话、怎样代表元首的权柄、处理教会的事务、在自己的职事上服事神、怎样得着启示、用灵审判别人属灵的情形、凭灵里的感觉认识人以及亲手作事。
2. 训练别人：包括传福音、造就初信信徒和读经。

## 受训者
- 第一期：张晤晨（烟台）、孙丰露（烟台、青岛）、魏光禧（香港）、陈则信（厦门、汕头、曼谷、香港）、张子洁（青岛）、徐仲洁（山东、重庆）、陈恪三（福州）、汪佩真（上海）、左弗如（上海）、倪规箴（上海）、繆韵春（上海）、张品蕙（上海）、郭孩真（上海）、周行义（上海）、侯秀英（青岛）、李因信（兰州、西安）、阎迦勒（内蒙古）、房爱光（沈阳）、吴微（苏北阜宁）等。
- 第二期：俞成华（上海）、汪佩真（上海）、周行义（上海）、左弗如（上海）、季永同（南京）、蓝志一（汉口）、华天民（长春）、陈恪三（福州）、郑证光（福州）、陈希文，陈必荫（福州）、张天人（青岛）、侯秀英（青岛）、林少良、林子隆（福清）、郑文球、高由召、黄得恩（南昌）等。

## 影响
经过鼓岭训练之后，中国各地的地方教会普遍大复兴。在北方，张子洁带领的青岛教会信徒在短期内迅速扩增到4,000人，除了龙山路聚会所以外，还分为20个家聚会。各地纷纷新建聚会所，如福州教会的中洲聚会所和津门路聚会所、南京教会的鼓楼头条巷聚会所、北京教会的宽街聚会所等。